# Médaille commémorative du règne du roi Albert 1er
La Médaille commémorative du règne du roi Albert 1er (néerlandais : Herinneringsmedaille aan de Regeerperiode van Albert I) est une médaille commémorative militaire belge créée par arrêté royal le 17 février 1962 pour commémorer le règne du roi Albert 1er.
La médaille fut décernée aux membres des Forces armées belges et aux anciens combattants du service qui avaient servi honorablement entre le 18 décembre 1909 et le 18 février 1934.

## Insigne
La Médaille commémorative du règne du roi Albert 1er est une médaille circulaire de 32 mm de diamètre frappée de bronze. Son avers porte le profil du roi Albert 1er coiffé d'un casque militaire orné d'une couronne de laurier et portant un manteau militaire avec le col relevé. L'inscription circulaire en latin "ALBERTVS" (Albert) se situe au-dessus du profil du roi, au bas, l'inscription "REX" (roi). Sur le revers, le monogramme du roi Albert sous une couronne royale entre deux branches verticales, une de chêne, l'autre de laurier, au bas, les millésimes «1909» et «1934».
La médaille est suspendue par un anneau passant au travers d'un barillet fixé au haut de la médaille, à un ruban de soie moiré jaune d'une largeur de 38 mm avec une bande centrale verte large de 2 mm.

## Récipiendaires illustres (liste partielle)
- Lieutenant-Général le Baron Charles de Cumont
- Lieutenant-Général le Baron Albert Crahay
- Lieutenant-Général de cavalerie Marcel Jooris
- Major-Général de cavalerie le Baron Beaudoin de Maere d’Aertrycke

## Sources
- Quinot H., 1950, Recueil illustré des décorations belges et congolaises, 4e Edition. (Hasselt)
- Cornet R., 1982, Recueil des dispositions légales et réglementaires régissant les ordres nationaux belges. 2e Ed. N.pl., (Brussels)
- Borné A.C., 1985, Distinctions honorifiques de la Belgique, 1830-1985 (Brussels)